# Demecser
Demecser är en stad och kommun i distriktet Kemecse i provinsen Szabolcs-Szatmár-Bereg i nordöstra Ungern. Kommunen har 3 863 invånare (2024), på en yta av 36,99 km².